# Winter Acoustic "Kalafina with Strings"
『Winter Acoustic "Kalafina with Strings"』（ウィンター・アコースティック・カラフィナ・ウィズ・ストリングス）は、日本の音楽ユニット、Kalafinaの1枚目の企画アルバム。2016年11月16日にSME Recordsより発売された。

## 概要
- 「ウィンター・アルバム」と名付けられた本作は、冬の季節をモチーフにしてクリスマスソングや讃美歌のカバーほか、新曲「やさしいうた」も収録されている。
- アルバムタイトルの“Kalafina with Strings”というのは、Kalafinaが2012年よりクリスマスの時期に開催された、ストリングス・カルテットとピアノのみの編成で構成されたライヴ・シリーズに由来する。このライヴ・シリーズにて披露された楽曲の数々をライヴと同じ編成で、スタジオ録音されたものである。

## 批評
CDジャーナルは、「ライヴの迫真感と親密性を留めた音像は、Kalafinaの歌とメロディが織りなす物語に生々しい輪郭を与え、まだ見ぬ風景も見えてきそうだ」と批評した。リスアニ!は、「ストリングスとピアノによるサウンドと3人の歌声が深い余韻を残すこのアルバム。Kalafinaのことを知らない人でも親しみやすい内容となっており、もしかするとクリスマス・アルバムとして一般的に定着するかもしれない。冬になるとこのアルバムの曲がラジオや街中から流れるようになれば、それはさぞかし素敵なことだろう」と批評した。

## チャート成績
オリコン週間チャートで初登場15位を獲得し、初動売上は9,019枚を記録した。チャート登場回数は6回、累計12,474枚のセールスを記録した。

## 収録内容
| #         | タイトル                                   | 作詞・作曲                           | 編曲               | 時間  |
| --------- | ------------------------------------------ | ------------------------------------ | ------------------ | ----- |
| 1.        | 「from heaven above」                      | マルティン・ルター                   | 梶浦由記           | 2:09  |
| 2.        | 「In dulci jubilo」                        | 不明                                 | 石川洋光           | 3:26  |
| 3.        | 「fairytale」(with strings ver.)           | 梶浦由記                             | 梶浦由記・石川洋光 | 5:33  |
| 4.        | 「sprinter」(with strings ver.)            | 梶浦由記                             | 梶浦由記・石川洋光 | 5:54  |
| 5.        | 「Jingle Bell」                            | ジェームズ・ロード・ピアポン         | 石川洋光           | 2:54  |
| 6.        | 「we wish you a merry Christmas」          | 不明                                 | 石川洋光           | 2:52  |
| 7.        | 「君の銀の庭」(with strings ver.)          | 梶浦由記                             | 梶浦由記・石川洋光 | 5:05  |
| 8.        | 「ring your bell」(with strings ver.)      | 梶浦由記                             | 櫻田泰啓・石川洋光 | 6:10  |
| 9.        | 「もろびとこぞりて」                       | アイザック・ワッツ                   | 石川洋光           | 2:05  |
| 10.       | 「have yourself a merry little Christmas」 | ヒュー・マーティン、ラルフ・ブレイン | 梶浦由記・石川洋光 | 3:28  |
| 11.       | 「dolce」(with strings ver.)               | 梶浦由記                             | 梶浦由記・石川洋光 | 2:17  |
| 12.       | 「アレルヤ」(piano ver.)                   | 梶浦由記                             | 梶浦由記・櫻田泰啓 | 5:00  |
| 13.       | 「やさしいうた」                           | 梶浦由記                             | 梶浦由記・石川洋光 | 5:43  |
| 合計時間: | 合計時間:                                  | 合計時間:                            | 合計時間:          | 52:36 |